# Guy Sigsworth
Guy Sigsworth, född 14 juni 1968, är en brittisk musikproducent, musiker och låtskrivare. Han är känd för sitt arbete med artister som bland andra Seal, Björk, Goldie, Madonna, Britney Spears, Kate Havnevik, Bebel Gilberto, Mozez, David Sylvian och Alanis Morissette. 2002 bildade han den kortvariga gruppen Frou Frou tillsammans med Imogen Heap.